# PowerPC 604

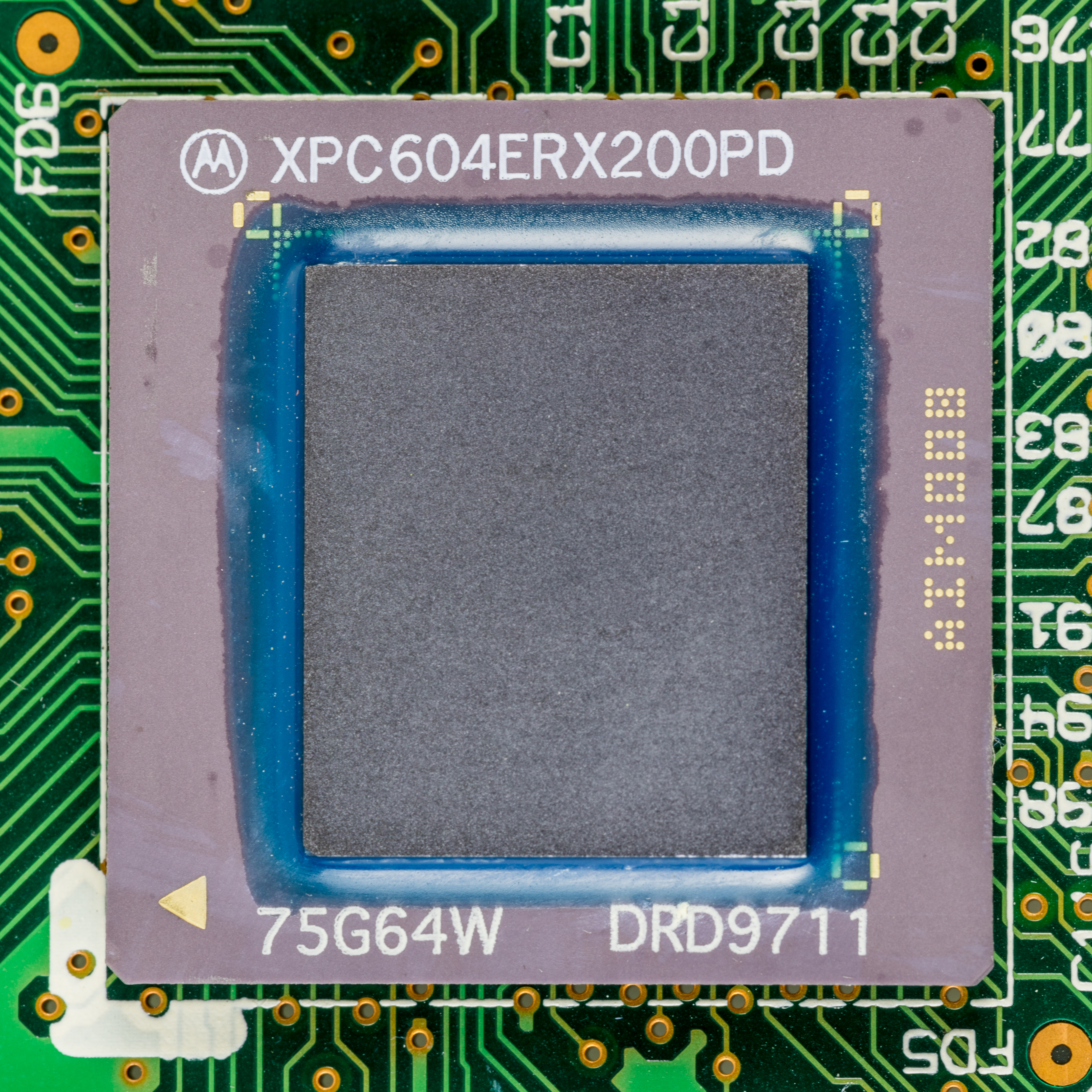
PowerPC 604e Motorola

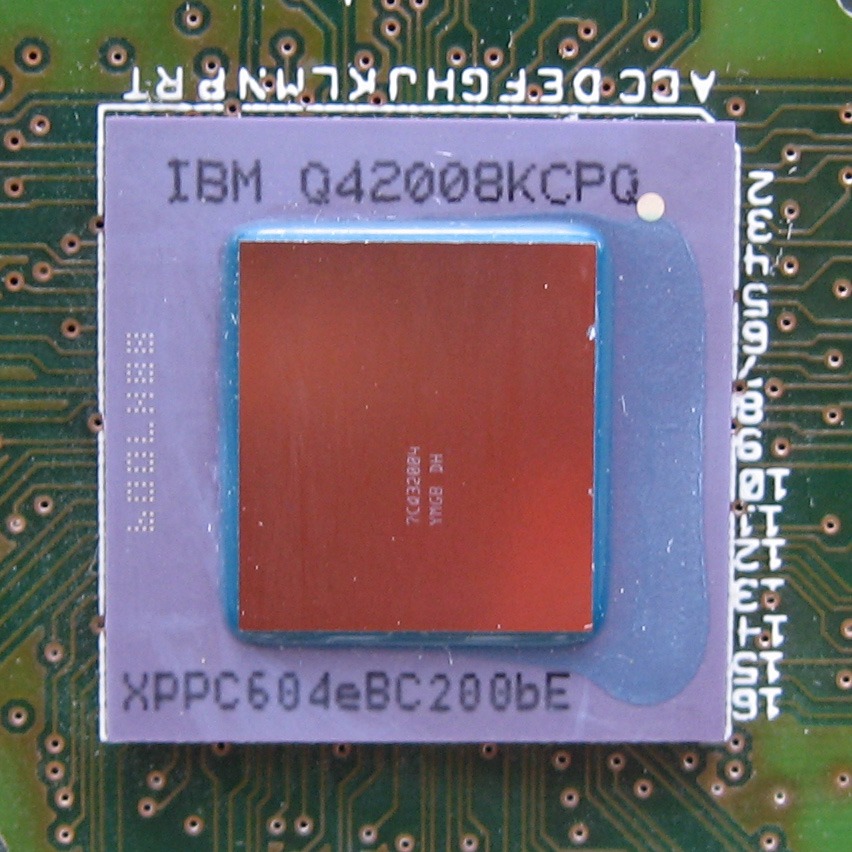
PowerPC 604e IBM

Le PowerPC 604 est un microprocesseur basé sur l'architecture RISC PowerPC, développé conjointement par Apple, IBM et Motorola. Il fait partie de la deuxième génération de PowerPC (ou G2) avec les PowerPC 602, PowerPC 603 et PowerPC 620.

## Histoire
Sorti en même temps que le PowerPC 603 destiné aux machines portables et bas de gamme, le PowerPC 604 était destiné aux ordinateurs haut de gamme. Il fut annoncé en avril 1994, et fut pour la première fois utilisé en juin 1995 (dans le Power Macintosh 9500 d'Apple). Il équipa tous les ordinateurs haut de gamme Apple entre 1995 et fin 1997, date ou apparu le PowerPC G3.

## Architecture
Tout est fait dans le PowerPC 604 pour optimiser les performances : il est une fois et demi plus rapide que le PowerPC 601 à fréquence égale.
Le PowerPC 604 peut effectuer quatre instructions par cycle d'horloge. Il possède deux unités de calcul entier, une unité entière multi-cycle une unité flottante, une unité de chargement/enregistrement, une unité de branchement et des caches d'instruction et de donnée. Son unité flottante gère les nombres en double précision. Contrairement aux PowerPC 603 et 602, il peut être utilisé dans des systèmes multiprocesseurs.

## Caractéristiques

### PowerPC 604
- date d'introduction : avril 1994
- finesse de gravure : 0,50 micromètres
- nombre de transistors : 3,6 millions
- taille : 196 mm2
- fréquence : entre 100 et 180 MHz
- bus d'adressage 32 bit, bus de données 64 bit
- fréquence du bus : 33, 40 ou 50 MHz
- taille de la mémoire cache : 32 Kio de niveau 1
- tension électrique : 3,3 V
- consommation : 14-17 W à 133 MHz
- performances (à 100 MHz) : SPECint92 : 160 / SPECfp92 : 165

### PowerPC 604e
- date d'introduction : 1996
- finesse de gravure : 0,35 micromètres

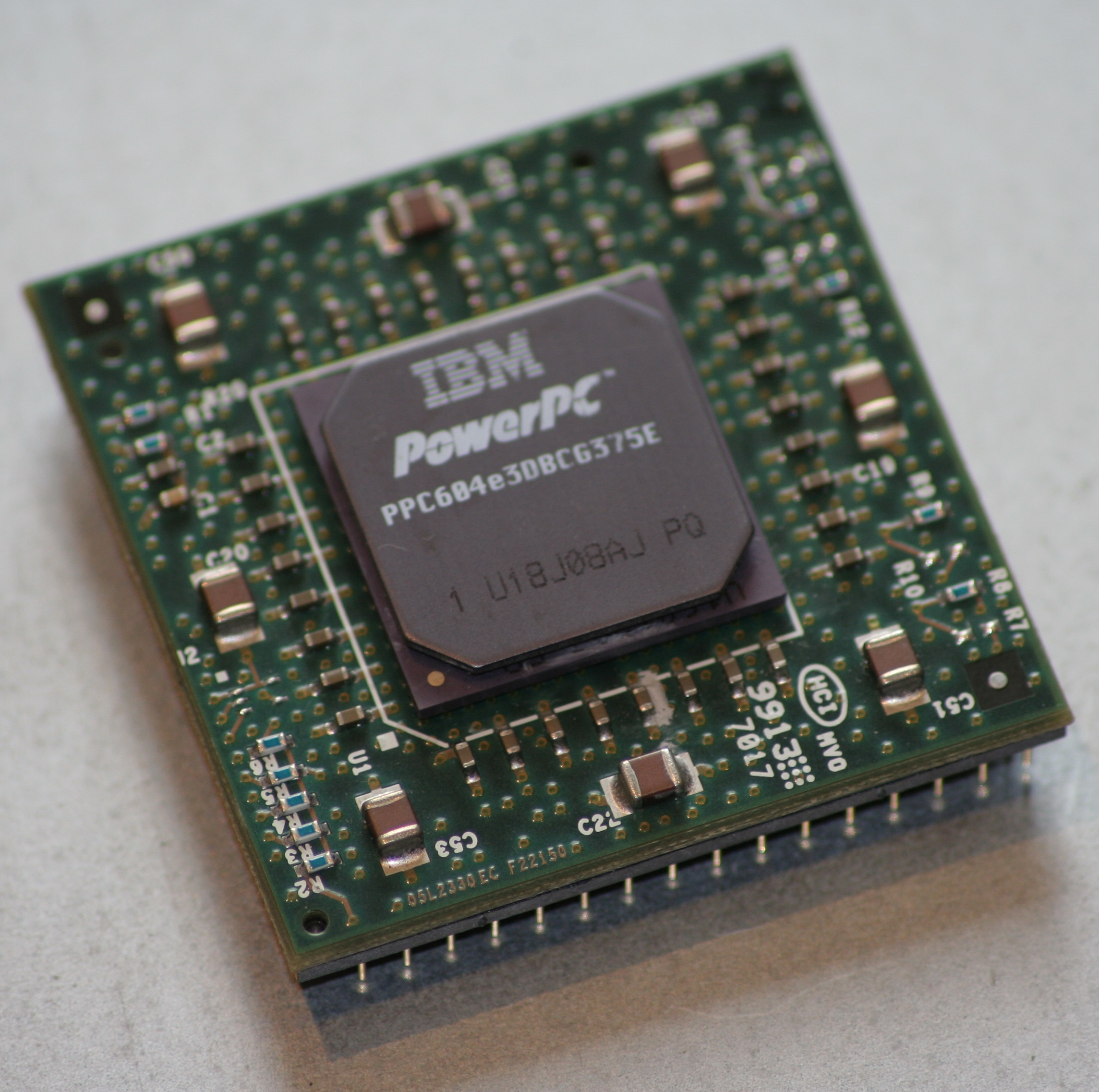
IBM PowerPC 604e sur socket PGA cadencé à 375 MHz

- nombre de transistors : 5,1 millions
- taille : 148 ou 96 mm2
- fréquence : entre 166 et 233 MHz
- bus d'adressage 32 bit, bus de données 64 bit
- fréquence du bus : 33, 40 ou 50 MHz
- taille de la mémoire cache : 64 Kio de niveau 1
- tension électrique :  2,5 V
- consommation : 16-18 W à 233 MHz

### PowerPC 604ev (Mach 5)
- date d'introduction : juin 1997
- finesse de gravure : 0,25 micromètres
- nombre de transistors : 5,1 millions
- taille : 47 mm2
- fréquence : entre 250 et 350 MHz
- bus d'adressage 32 bit, bus de données 64 bit
- fréquence du bus : 50 MHz
- taille de la mémoire cache : 64 Kio de niveau 1
- tension électrique : 1,8 V
- consommation : 6 W à 250 MHz
- performances (à 350 MHz) : SPECint95 : 14,6 / SPECfp95 : 9
- fabriqué en petite quantité, il n'a intégré que très peu d'ordinateurs personnels (Power Macintosh 8600, 9600) fin 1997, et sera immédiatement remplacé par la gamme PowerPC G3